# 俄罗斯帝国主义

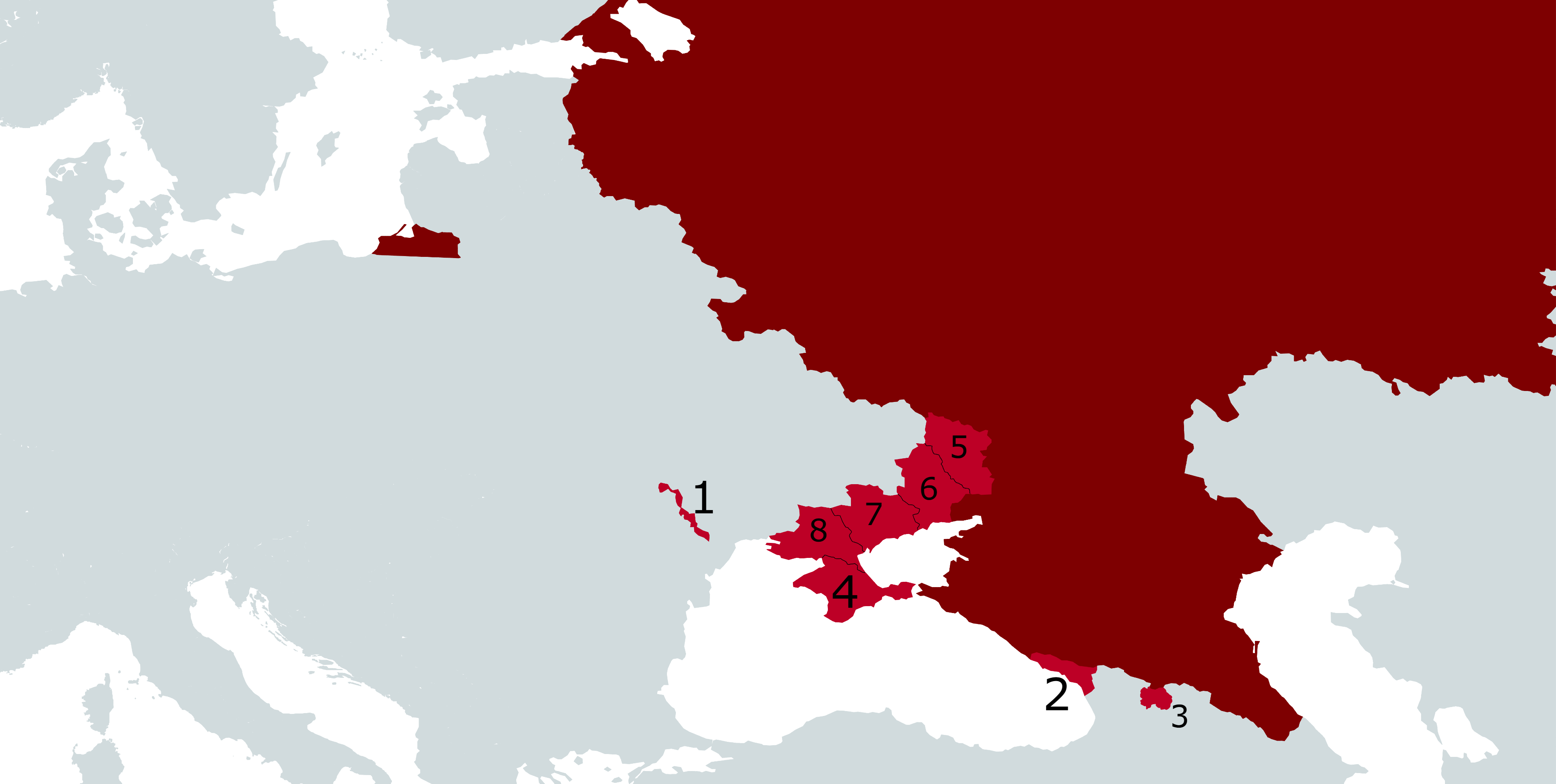
欧洲地区的部分俄占土地。1.德涅斯特河沿岸 (摩尔多瓦领土), 2,3: 阿布哈兹，南奥塞梯 (格鲁吉亚领土), 4,5,6,7,8: 克里米亚，卢汉斯克，顿内次克，扎波罗热，赫尔松 (乌克兰领土)。其中俄国宣称吞并的部分乌克兰土地从未曾遭俄国实际占领或已被乌克兰光复。

俄罗斯帝国主义包括俄罗斯及其前身国家对其他国家和外部领土施加的权力政策和意识形态。 这包括俄罗斯帝国的征服、苏联的帝国行动（因为俄罗斯被认为是其主要继承国），以及现代俄罗斯联邦的行动。 一些后殖民学者注意到后殖民研究缺乏对俄罗斯帝国主义和苏联帝国主义的关注。